# Alexander Conrady
Alexander Conrady (16 de julho de 1903 - 21 de dezembro de 1983) foi um oficial alemão que serviu durante a Segunda Guerra Mundial. Foi condecorado com a Cruz de Cavaleiro da Cruz de Ferro.

## Carreira
Foi um general alemão durante a Segunda Guerra Mundial que comandou a 36ª Divisão de Infantaria. Ele recebeu a Cruz de Cavaleiro da Cruz de Ferro com Folhas de Carvalho da Alemanha nazista. Conrady foi feito prisioneiro pelas tropas soviéticas durante a Operação Bagration na noite de 30 de junho de 1944, enquanto viajava em uma meia-lagarta contendo dois outros generais alemães, o general Hoffmeister e o general Engel. Eles foram originalmente dados como desaparecidos, mas mais tarde foi revelado que eles foram capturados.

### Patentes
Oberst

### Condecorações
| Cruz de Ferro 2ª Classe                        |
| Cruz de Ferro 1ª Classe                        |
| Folhas de Carvalho nº 279 22 de agosto de 1943 |